# W imię wolności (film 1975)
W imię wolności (ang. Challenge to Be Free) – amerykański film przygodowy z 1975 roku wyreżyserowany przez Taya Garnetta i Forda Beebe'a. Wyprodukowany przez Pacific International Enterprises. Główną rolę w filmie zagrał austriacko-amerykański aktor Mike Mazurki.
Premiera filmu miała miejsce 5 listopada 1975 roku w Stanach Zjednoczonych.

## Opis fabuły
Pewien traper (Mike Mazurki) żyje samotnie w dziczy na Alasce. Utrzymuje się z polowań i poszukiwań złota. Któregoś dnia uwalnia z sideł starego rannego wilka. Czynem tym naraża się na gniew kłusownika Frenchy'ego (Vic Christy), który w działaniach skierowanych przeciw traperowi szuka wsparcia u urzędnika leśnego, Kelly'ego. Administrator i jego kolega postanawiają przesłuchać trapera. Dochodzi do wymiany strzałów. Towarzysz Kelly'ego zostaje zabity. Rozpoczyna się polowanie na trapera.

## Obsada
- Mike Mazurki jako traper
- Fritz Ford jako sierżant
- Vic Christy jako Frenchy
- Bob McKinnon jako Buck Dawson
- Roger Reitano jako Eli Zane
- Ted Yardley jako oficer Cabot

i inni